# 西吉井駅
西吉井駅（にしよしいえき）は、群馬県高崎市吉井町長根にある上信電鉄上信線の駅。

## 歴史
- 1971年（昭和46年）12月15日：開業。
- 2005年（平成17年）3月16日：無人化。

## 駅構造

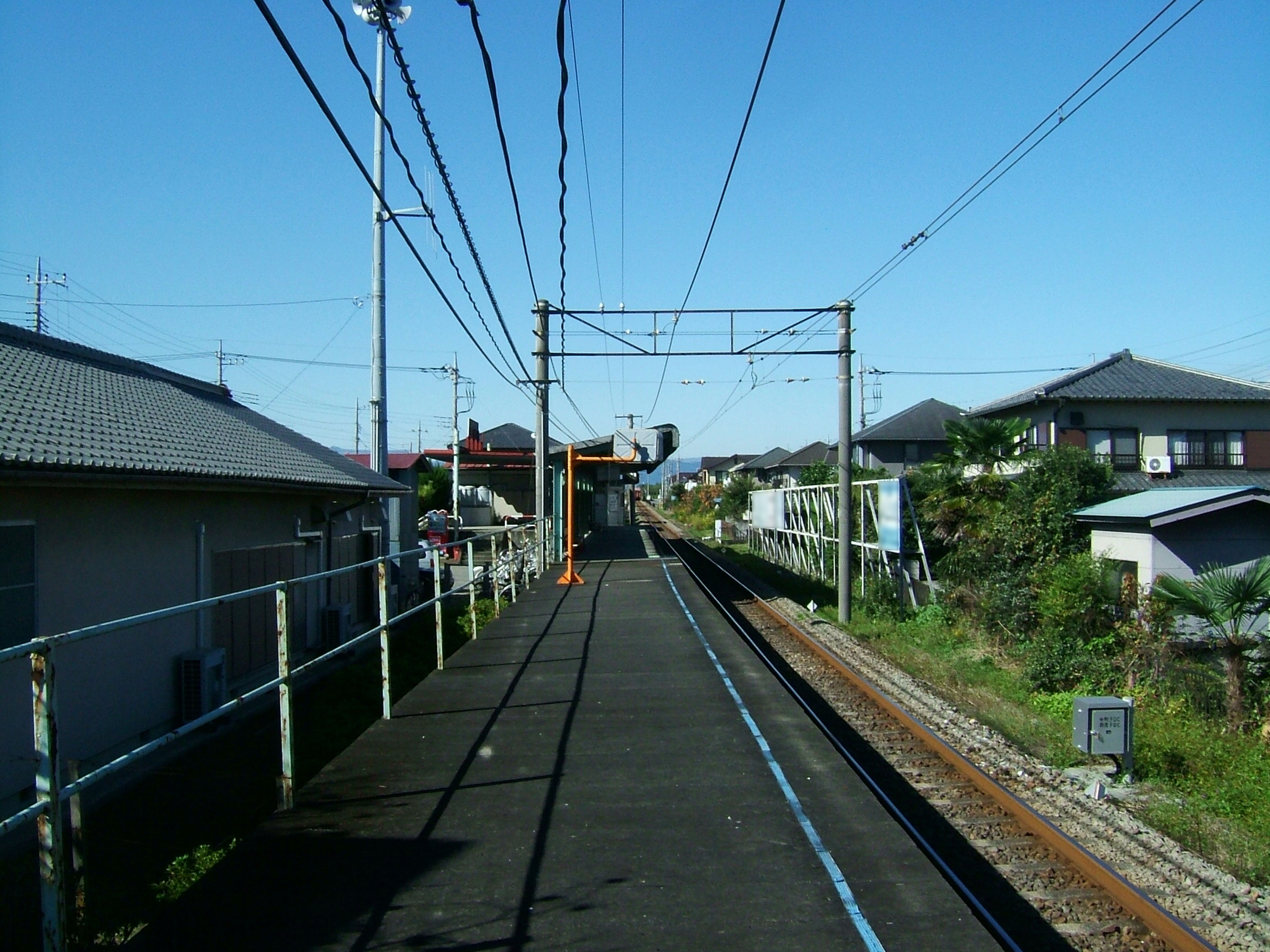
ホーム（2008年10月）

単式ホーム1面1線の地上駅。かつては駅員が配置されていたが、今は無人駅である。トイレは水洗式。

## 利用状況
1日の平均乗車人員は以下の通りである。出典は高崎市統計季報より
| 年度   | 1日平均人数 |
| ------ | ----------- |
| 2007年 | 171         |
| 2008年 | 163         |
| 2009年 | 161         |
| 2010年 | 140         |
| 2011年 | 137         |
| 2012年 | 132         |
| 2013年 | 127         |
| 2014年 | 125         |
| 2015年 | 126         |
| 2016年 | 133         |
| 2017年 | 134         |
| 2018年 | 139         |
| 2019年 | 140         |
| 2020年 | 113         |
| 2021年 | 132         |
| 2022年 | 124         |

## 駅周辺
- 吉井長根簡易郵便局
- 国道254号

## バス路線
| 停留所   | 系統           | 行先     | 運行会社   | 備考     |
| -------- | -------------- | -------- | ---------- | -------- |
| 西吉井駅 | 東谷・西吉井線 | 牛伏車庫 | よしいバス | 休日運休 |

## 隣の駅
上信電鉄
■上信線
吉井駅 - 西吉井駅 -（新屋信号所）- 上州新屋駅